# Hildebrand Oakes
Hildebrand Oakes (ur. 19 stycznia 1754 w Exeter, zm. 9 września 1822 w Londynie) – brytyjski wojskowy i administrator kolonialny.

## Kariera wojskowa
W roku 1767 Oakes został skierowany do 33. Pułku Piechoty i służył z nim w amerykańskiej wojnie o niepodległość pod dowództwem Lorda Cornwallis. W maju 1794 roku został zastępcą generalnego kwatermistrza na Korsyce, w czerwcu - generalnym kwatermistrzem na Morzu Śródziemnym, a w grudniu 1796 roku generalnym kwatermistrzem w Portugalii. Służył podczas kampanii egipskiej w roku 1800 jako zastępca dowódcy pod rozkazami Sir Johna Moore. Oddelegowany na Maltę w stopniu generała brygady (ang. brigadier general) w październiku 1802 roku, w listopadzie 1804 roku zostaje zastępcą gubernatora Portsmouth i dowódcą Okręgu Południowo-Zachodniego, a w czerwcu 1805 komisarzem wywiadu wojskowego. Następnie w lipcu roku 1806 zostaje generalnym kwatermistrzem na Morzu Śródziemnym, dowódcą garnizonu na Malcie w marcu 1808 roku, a w maju roku 1810 - Cywilnym Komisarzem Malty. W styczniu 1814 roku zostaje wyznaczony na Lieutenant-General of the Ordnance, na którym to stanowisku pozostaje do śmierci.
Oakes był również pułkownikiem (dowódcą) 52. Pułku Piechoty.